# العلاقات البليزية البنمية
العلاقات البليزية البنمية هي العلاقات الثنائية التي تجمع بين بليز وبنما.

## مقارنة بين البلدين
هذه مقارنة عامة ومرجعية للدولتين:
| وجه المقارنة                                              | بليز         | بنما                      |
| --------------------------------------------------------- | ------------ | ------------------------- |
| المساحة (كم2)                                             | 22.97 ألف    | 74.18 ألف                 |
| عدد السكان (نسمة)                                         | 374.68 ألف   | 4.10 مليون                |
| الكثافة السكانية (ن./كم²)                                 | 16.31        | 55.27                     |
| العاصمة                                                   | بلموبان      | بنما                      |
| اللغة الرسمية                                             | لغة إنجليزية | اللغة الإسبانية           |
| العملة                                                    | دولار بليزي  | بالبوا بنمي، دولار أمريكي |
| الناتج المحلي الإجمالي (بليون دولار)                      | 1.84 مليار   | 61.84 مليار               |
| الناتج المحلي الإجمالي (تعادل القوة الشرائية) بليون دولار | 3.05 مليار   | 87.37 مليار               |
| الناتج المحلي الإجمالي الاسمي للفرد دولار أمريكي          | 4.88 ألف     | 13.27 ألف                 |
| الناتج المحلي الإجمالي للفرد دولار أمريكي                 | 8.42 ألف     | 20.89 ألف                 |
| مؤشر التنمية البشرية                                      | 0.715        | 0.780                     |
| رمز المكالمات الدولي                                      | +501         | +507                      |
| رمز الإنترنت                                              | .bz          | .pa                       |
| المنطقة الزمنية                                           | 00           | 00                        |

## منظمات دولية مشتركة
يشترك البلدان في عضوية مجموعة من المنظمات الدولية، منها:
| علم المنظمة | اسم المنظمة                                                          | تاريخ انضمام بليز | تاريخ انضمام بنما |
| ----------- | -------------------------------------------------------------------- | ----------------- | ----------------- |
|             | يونسكو                                                               | 10 مايو 1982      | 10 يناير 1950     |
|             | الفريق المعني برصد الأرض                                             | ?                 | ?                 |
|             | مؤسسة التمويل الدولية                                                | 19 مارس 1982      | 20 يوليو 1956     |
|             | منظمة حظر الأسلحة الكيميائية                                         | ?                 | ?                 |
|             | مؤسسة التنمية الدولية                                                | 19 مارس 1982      | 1 سبتمبر 1961     |
|             | منظمة التجارة العالمية                                               | ?                 | ?                 |
|             | وكالة حظر الأسلحة النووية في أمريكا اللاتينية ومنطقة البحر الكاريبي ‏ | ?                 | ?                 |
|             | وكالة ضمان الاستثمار متعدد الأطراف                                   | 29 يونيو 1992     | 21 فبراير 1997    |
|             | الاتحاد البريدي العالمي                                              | ?                 | ?                 |
|             | منظمة الشرطة الجنائية الدولية                                        | ?                 | ?                 |
|             | الأمم المتحدة                                                        | 25 سبتمبر 1981    | 13 نوفمبر 1945    |
|             | الاتحاد الدولي للاتصالات                                             | 16 ديسمبر 1981    | 14 يوليو 1914     |
|             | البنك الدولي للإنشاء والتعمير                                        | 19 مارس 1982      | 14 مارس 1946      |

## وصلات خارجية
- موقع وزارة الخارجية البليزية
- موقع وزارة الخارجية البنمية